# Festiwal w Woodstock
The Woodstock Music and Art Fair, nieformalnie Woodstock Festival lub Woodstock – festiwal muzyczny zorganizowany 15-18 sierpnia 1969 w Bethel w stanie Nowy Jork. Hasłem przewodnim było: Peace, Love and Happiness (pol. pokój, miłość i szczęście). Uczestniczyło w nim ponad 400 tys. osób. Jeden z największych zlotów młodzieżowych końca lat 60. XX wieku.
Występy artystów zostały zarejestrowane i wydane jako film dokumentalny pt. Woodstock. Został on nagrodzony Oscarem w 1970. Opublikowano także 2 albumy koncertowe: Woodstock: Music from the Original Soundtrack and More oraz Woodstock 2, zawierające muzykę zarejestrowaną podczas festiwalu.
Magazyn muzyczny „Rolling Stone” uznał festiwal za jedno z 50 wydarzeń, które zmieniły historię rock and rolla.
Miejsce, w którym odbywał się festiwal zostało w 2017 wpisane na listę National Register of Historic Places.

## Organizacja festiwalu
Festiwal został zorganizowany z inicjatywy producentów muzycznych Artiego Kornfelda i Michaela Langa oraz inwestorów: Joela Rosenmana i Johna P. Robertsa. Rosenman i Roberts poszukiwali atrakcyjnych ofert inwestycyjnych. W odpowiedzi na ich ogłoszenia prasowe Kornfeld i Lang złożyli propozycję założenia studia nagrań w Woodstock. W wyniku podjętych rozmów zamiast studia nagrań zdecydowano się na organizację festiwalu muzycznego. Pierwszym zespołem, który podpisał kontrakt, był Creedence Clearwater Revival. Uczynił to w kwietniu 1969 roku, zgadzając się zagrać za 10 tysięcy dolarów.
Bilety kosztowały 18 USD w przedsprzedaży i 24 USD w dniu koncertu (równowartość 114,60 USD i 152,80 USD w 2014). Sprzedawane były w sklepach muzycznych w Nowym Jorku lub poprzez skrzynkę pocztową w Radio City Station Post Office, znajdującą się w centrum Manhattanu. W przedsprzedaży zostało sprzedanych ok. 186 tys. biletów, a organizatorzy spodziewali się, że na koncercie zjawi się około 200 tys. osób. W dniu koncertu pod naporem tłumu zniszczone zostały ogrodzenia i bramki biletowe, wobec czego organizatorzy zdecydowali się na ogłoszenie, że festiwal jest bezpłatny. Spowodowało to przybycie kolejnych widzów, których liczba przekroczyła ostatecznie 400 tysięcy.
Woodstock pierwotnie miał się odbyć w Mills Industrial Park w mieście Wallkill, w stanie Nowy Jork. Organizatorzy wiosną 1969 r. wynajęli to miejsce za 10 tys. dolarów. Urzędnicy Wallkill zostali zapewnieni, że w imprezie weźmie udział mniej niż 50 tys. osób. W wyniku protestów mieszkańców rada miasta na początku lipca uchwaliła akt prawny wymagający pozwolenia na każde zbiorowisko powyżej 5 tys. osób. 15 lipca 1969 r. urzędnicy zakazali przeprowadzenia koncertu, ponieważ przenośne toalety nie spełniały odpowiednich standardów. Spowodowało to duży rozgłos dla festiwalu. Pośpiesznie znalezionym miejscem do organizacji festiwalu były łąki na farmie hodowcy bydła Maxa Yasgura w Bethel w stanie Nowy Jork. Obszar, który ostatecznie wybrano, miał kształt niecki, pochylonej w stronę stawu. Takie ukształtowanie było dogodne ze względów organizacyjnych, ponieważ przypominało naturalną widownię w układzie amfiteatru. Późna zmiana miejsca nie dała organizatorom wystarczająco dużo czasu na przygotowanie odpowiednich warunków imprezy.
W trakcie wydarzenia zmarły dwie osoby (jedna w wyniku przedawkowania środków odurzających, druga została przejechana przez ciągnik rolniczy), ponadto doszło do dwóch porodów i kilku poronień. Najczęstszym urazem były skaleczenia stóp. Powszechne było zażywanie narkotyków. Festiwal odbył się jednak we względnym spokoju pomimo ogromnej liczby uczestników, intensywnych opadów deszczu, logistycznego chaosu, braku regulaminu, służb porządkowych oraz powierzeniu większości zadań organizacyjnych wspólnotowemu samorządowi.

## Występy

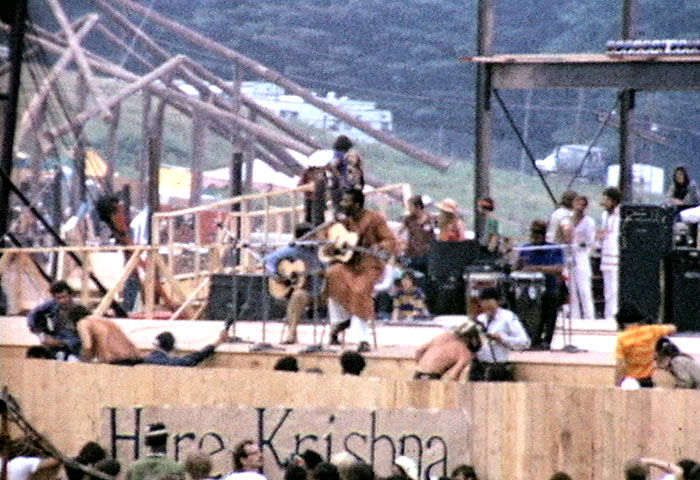
Występ Richie Havensa otworzył festiwal w Woodstock

W festiwalu wzięło udział 33 artystów, w tym Jimi Hendrix oraz Janis Joplin.
Wykonawcy, którzy wystąpili w piątek i sobotę (15 i 16 sierpnia):
| Artysta             | Godzina występu | Uwagi                                      |
| ------------------- | --------------- | ------------------------------------------ |
| Richie Havens       | 17:07 – 19:00   |                                            |
| Swami Satchidananda | 19:10 – 19:20   | Wygłosił przemówienie otwierające festiwal |
| Sweetwater          | 19:30 – 20:10   |                                            |
| Bert Sommer         | 20:20 – 21:15   |                                            |
| Tim Hardin          | 21:20 – 21:45   |                                            |
| Ravi Shankar        | 22:00 – 22:35   | Występ w opadach deszczu                   |
| Melanie Safka       | 22:50 – 23:20   |                                            |
| Arlo Guthrie        | 23:55 – 0:25    |                                            |
| Joan Baez           | 0:55 – 2:00     |                                            |

Wykonawcy, którzy wystąpili rano w sobotę i niedzielę (16 i 17 sierpnia):
| Artysta                              | Godzina występu | Uwagi |
| ------------------------------------ | --------------- | --- |
| Quill                                | 12:15 – 12:45   | |
| Country Joe McDonald                 | 13:00 – 13:30   | pierwszy występ Country Joe McDonald                                                                          |
| Santana                              | 14:00 – 14:45   | |
| John Sebastian                       | 15:30 – 15:55   | był zwykłym uczestnikiem festiwalu, ale zagrał, ponieważ pozostali artyści nie zdążyli jeszcze przyjechać     |
| Keef Hartley Band                    | 16:45 – 17:30   | |
| Incredible String Band               | 18:00 – 18:30   | |
| Canned Heat                          | 19:30 – 20:30   | |
| Mountain                             | 21:00 – 22:00   | |
| Grateful Dead                        | 22:30 – 0:05    | występ został przerwany po tym, gdy ich wzmacniacze uległy awarii, w trakcie utworu „Turn On Your Love Light” |
| Creedence Clearwater Revival         | 0:30 – 1:20     | |
| Janis Joplin z The Kozmic Blues Band | 2:00 – 3:00     | |
| Sly & the Family Stone               | 3:30 – 4:20     | |
| The Who                              | 5:00 – 6:05     | na krótko przerwany przez Abbiego Hoffmana                                                                    |
| Jefferson Airplane                   | 8:00 – 9:40     | |

Wykonawcy, którzy wystąpili rano w niedzielę i poniedziałek (17 i 18 sierpnia):
| Artysta                               | Godzina występu | Uwagi                                                   |
| ------------------------------------- | --------------- | ------------------------------------------------------- |
| Joe Cocker i The Grease Band          | 14:00 – 15:25   | Na zakończenie występu ogłoszono przerwę z powodu burzy |
| Country Joe i Fish                    | 18:30 – 20:00   | Drugi występ Country Joe McDonald                       |
| Ten Years After                       | 20:15 – 21:15   |                                                         |
| The Band                              | 22:00 – 22:50   |                                                         |
| Johnny Winter                         | 0:00 – 1:05     |                                                         |
| Blood, Sweat & Tears                  | 1:30 – 2:30     |                                                         |
| Crosby, Stills, Nash & Young          | 3:00 – 4:00     |                                                         |
| Paul Butterfield Blues Band           | 6:00 – 6:45     |                                                         |
| Sha Na Na                             | 7:30 – 8:00     |                                                         |
| Jimi Hendrix / Gypsy Sun and Rainbows | 9:00 – 11:10    | Znacznie mniejsza publiczność (mniej niż 200 tys.)      |

## Kolejne festiwale
Woodstock stał się symboliczną kulminacją wielu nurtów muzyki rockowej, ale również ikoną pokolenia dzieci kwiatów – obyczajowości i kultury lat 60. Symbolizował epokę hippisów, lecz równocześnie stanowił zapowiedź jej kresu. Nawiązywały do niego wszelkie późniejsze zbiorowe manifestacje rockowe (np. festiwal na wyspie Wight w 1970). Wydarzenia związane z festiwalem dokumentują m.in. film Woodstock M. Wadleigha (1970) oraz dwa albumy płytowe: Woodstock i Woodstock II. Miały też miejsce kolejne koncerty i festiwale o nazwie Woodstock w kolejne rocznice pierwszego festiwalu:
- Woodstock ’79 – koncert w Madison Square Garden w Nowym Jorku.
- Woodstock ’89 – odbył się w sierpniu 1989 r. w miejscu pierwszego festiwalu. Rozpoczął się spontanicznie, a rozrósł się do festiwalu, w którym wzięło udział 30 tys. osób.
- Woodstock ’94 – festiwal zorganizowany w dniach 12–14 sierpnia 1994 r. w miejscu pierwszego festiwalu. Wystąpili między innymi Aerosmith, Green Day, Red Hot Chili Peppers, Blind Melon, Porno for Pyros czy Primus i wiele innych.
- Woodstock ’99 – festiwal zorganizowany w dniach 23–25 lipca 1999 r. w miejscowości Rome. Zgromadził ok. 200 tys. widzów, dla których zagrali m.in. Dave Matthews Band, Metallica, Megadeth, Alanis Morissette, Red Hot Chili Peppers, The Offspring, KoЯn, Limp Bizkit, Kid Rock, Counting Crows.
- Woodstock '09 – trasa koncertowa z okazji 40-lecia pierwszego festiwalu. Jej gospodarzem był Country Joe McDonald.

W Polsce Wielka Orkiestra Świątecznej Pomocy co roku organizuje festiwal „Pol’and’Rock Festival”, do 2018 pod nazwą Przystanek Woodstock. W założeniu będącym podziękowaniem od fundacji WOŚP dla wolontariuszy. Pierwsza edycja odbyła się w 1995 w Czymanowie nad jeziorem Żarnowieckim.

## Galeria

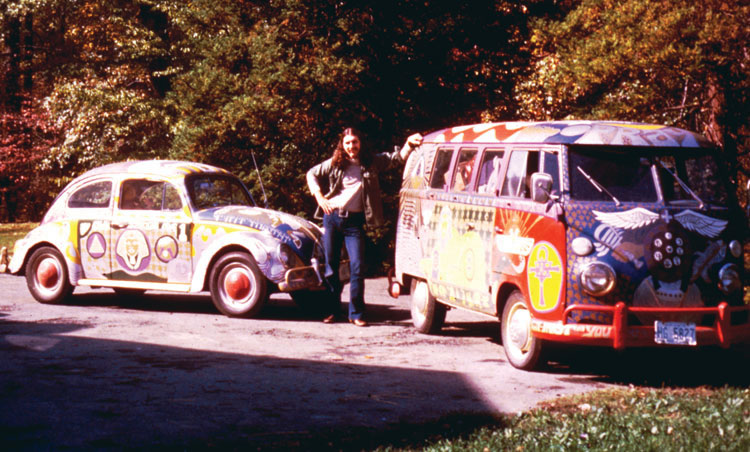
Goście w drodze na festiwal
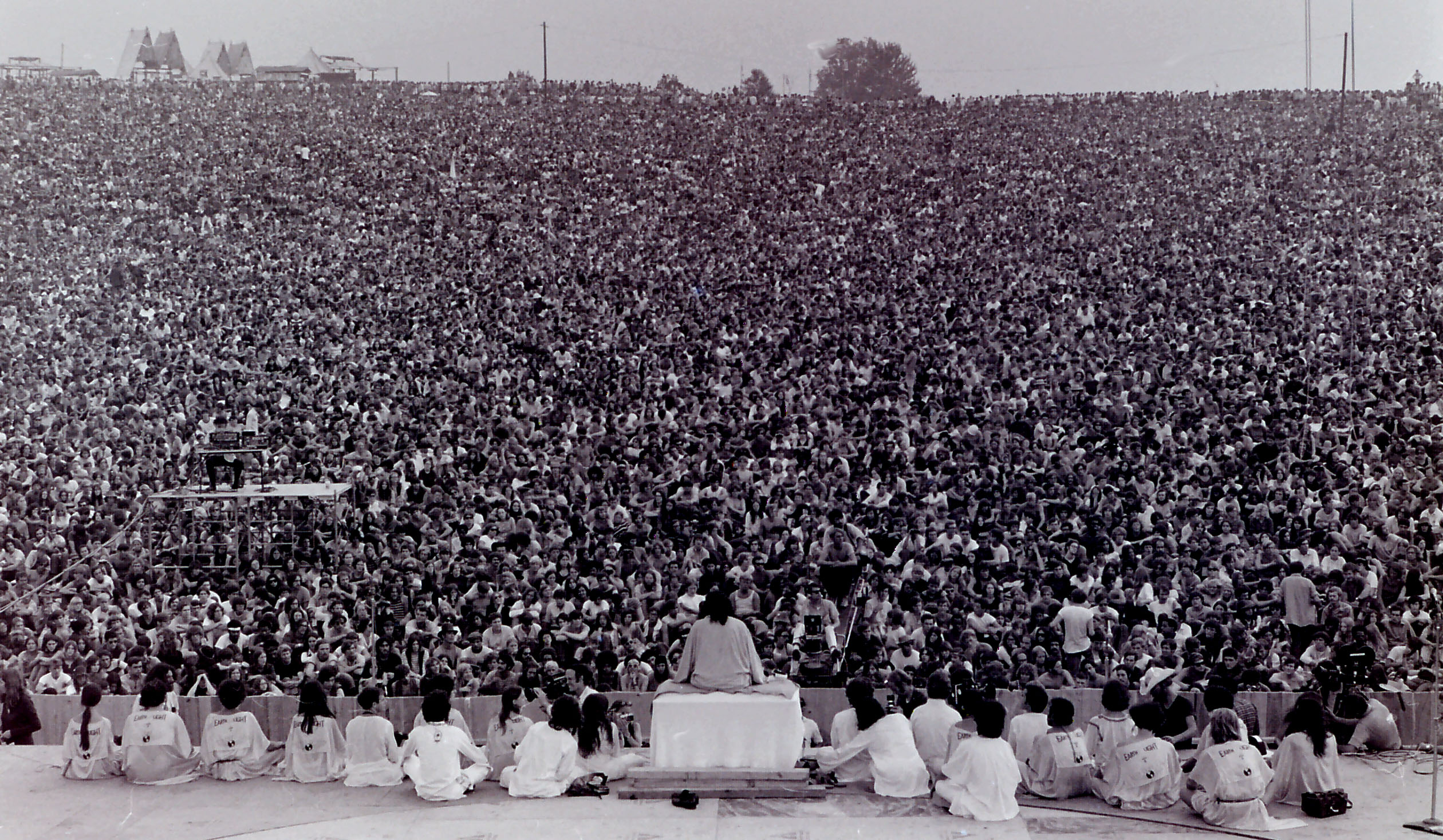
Ceremonia otwarcia
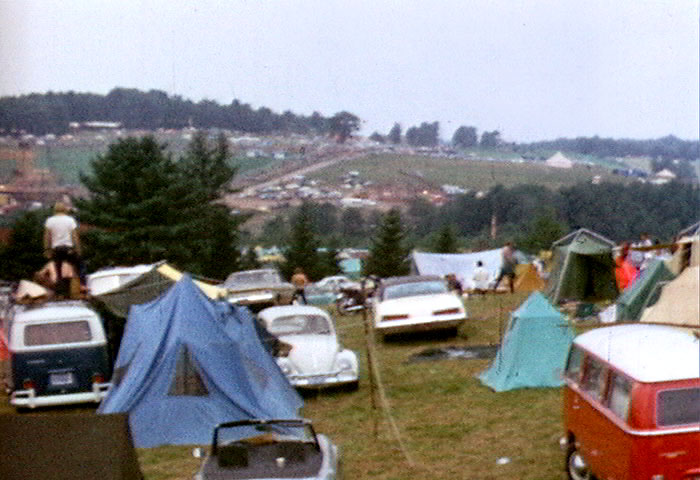
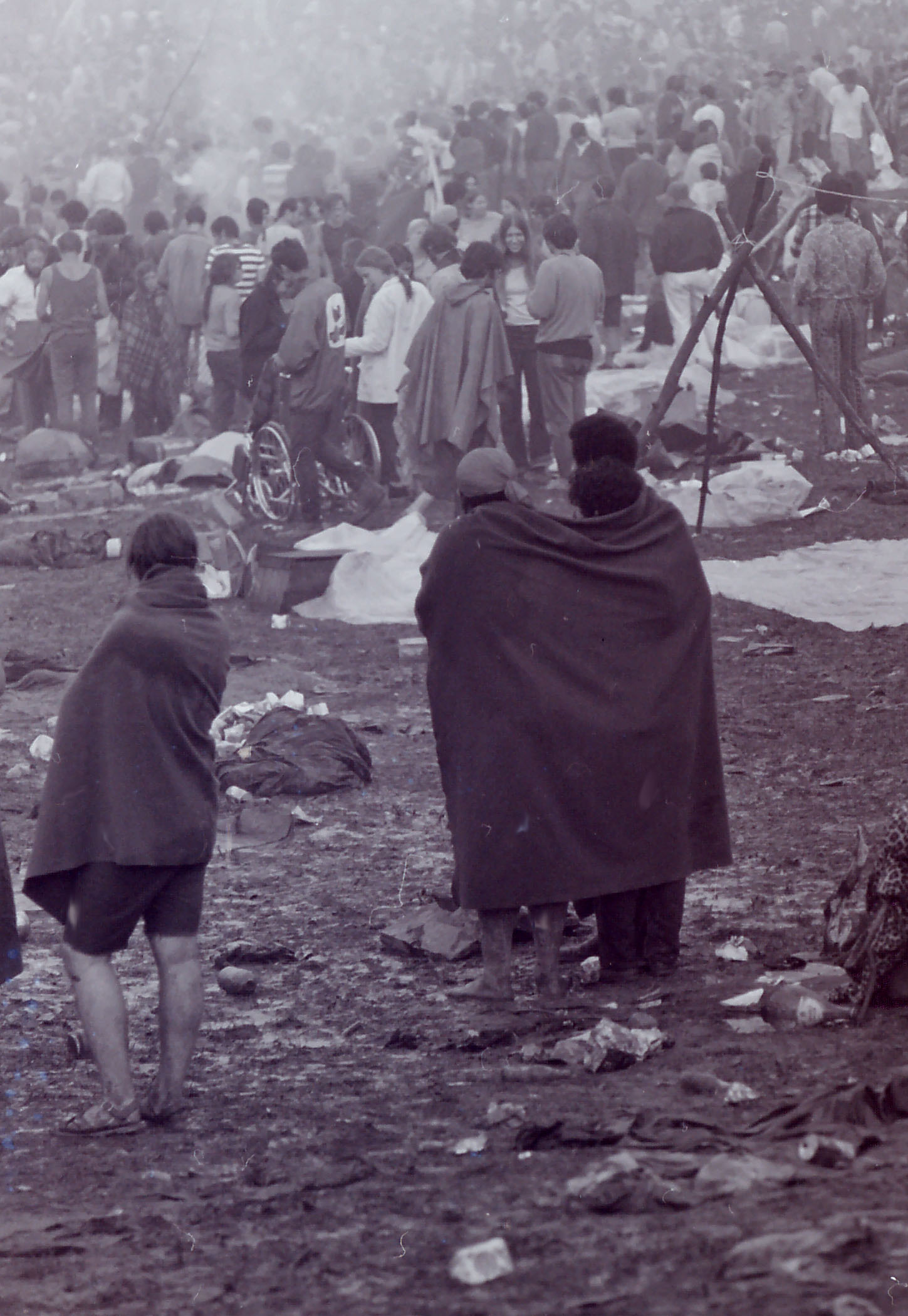
Opady deszczu utrudniały organizację
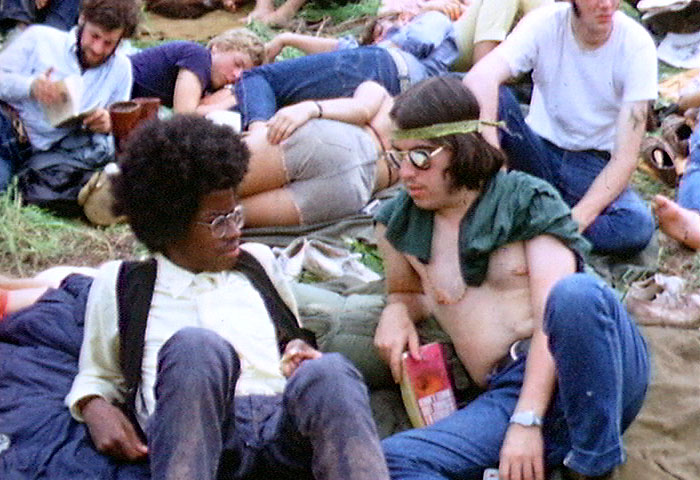
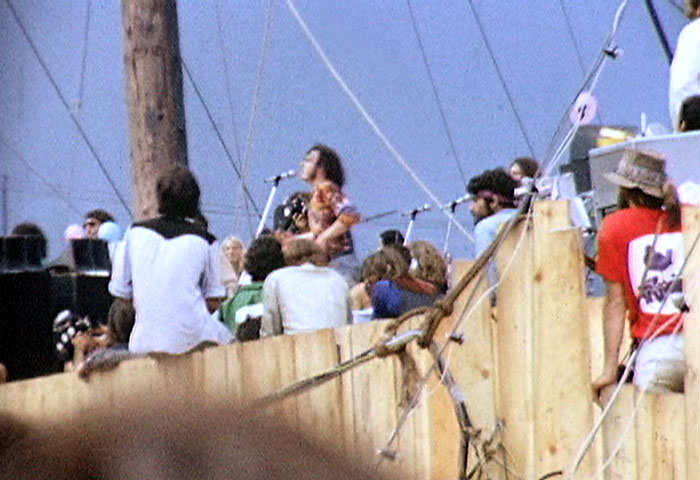
Występ Joe Cockera oraz Grease Band
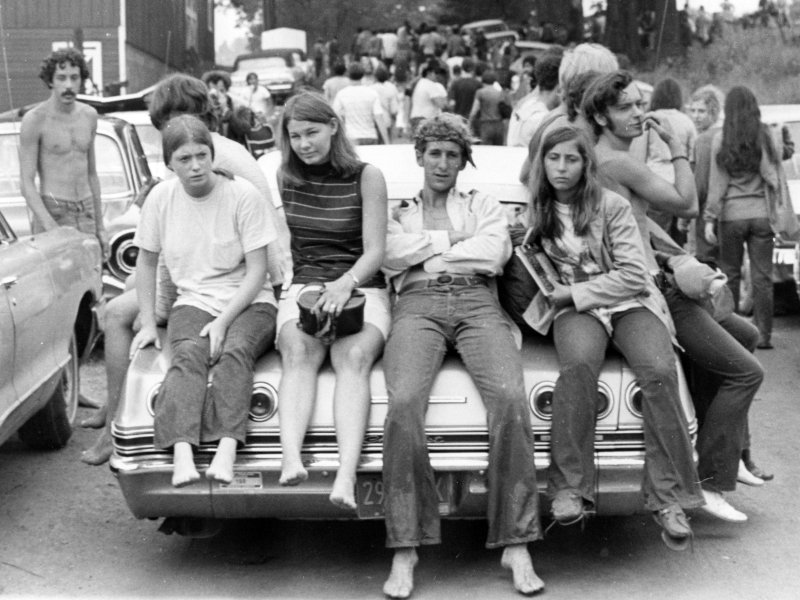
Uczestnicy festiwalu na jego zakończeniu
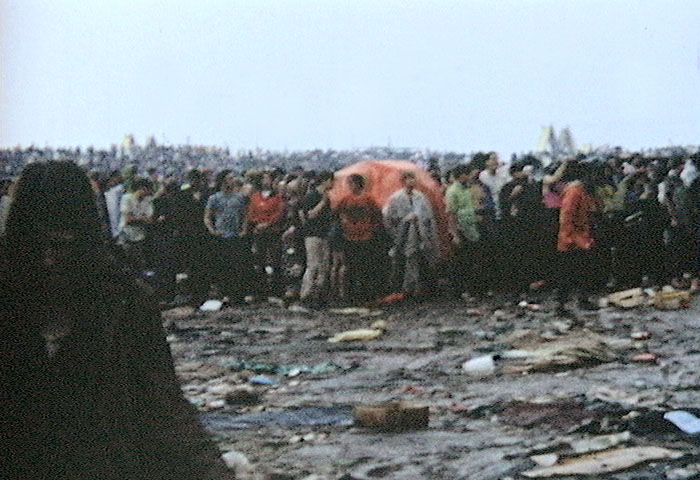
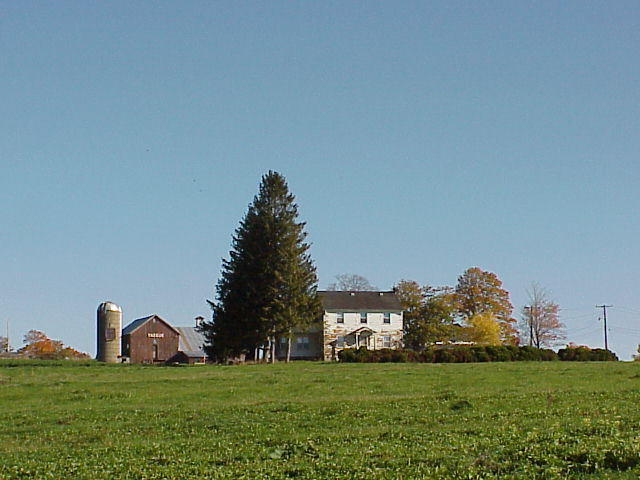
Farma Maxa Yasgura w 1999 roku